# Kjeller
La località di Kjeller si trova nel comune di Lillestrøm in Norvegia. È situata a 25 km a nord della capitale Oslo.
Storicamente, Kjeller è stata la sede di un piccolo stabilimento per la fabbricazione d'aerei, Hærens Flyvefabrik. Il Televerket/Telenor Forskning og Utvikling (centro di ricerca) è rimasto a Kjeller fino al 2001, quando la maggioranza dei dipendenti è stata trasferita a Fornebu. Høyskolen i Akershus (adesso Høyskolen i Oslo og Akershus, HiOA) è stato aperto nell'autunno del 2003 ed è frequentato da circa 3700 studenti.
Il reattore nucleare di Kjeller, entrato in funzione il 28 novembre 1951, è stato il primo reattore non localizzato né sul territorio delle due superpotenze (gli USA e l'Unione Sovietica), né in Canada, Gran Bretagna e Francia. Nacque come progetto comune dei governi norvegese e olandese. I primi si occuparono dei rifornimenti della cosiddetta acqua pesante, i secondi della fornitura di uranio.
Kjeller ha dato i natali ad un celebre sciatore alpino: Aksel Lund Svindal.